# Merzvieh
Merzvieh, auch Brackvieh (von Brack, niederdeutsch Brak), sind wegen Alters, mangelhafter Leistung, Geschlecht, Krankheit oder sonstiger Fehler zur Tierzucht ungeeignete Nutztiere, die daher im Rahmen der sogenannten Merzung gemerzt (als zur Zucht oder Nutzung ungeeignet ausgesondert, also getötet) werden. Merzen ist ein inzwischen veraltetes landwirtschaftliches Wort, dessen Bedeutung als eine von mehreren Bedeutungen auf das Wort ausmerzen übergegangen ist.
Der Begriff stammt aus dem 16. Jahrhundert aus dem Bereich der Schafzucht. Dort wurden vor dem Winter oder im März die zur weiteren Zucht ungeeignet erscheinenden Tiere aus der Herde ausgesondert. Diese Tiere wurden dann verkauft, geschlachtet oder zur späteren Schlachtung auf der Weide fett gefüttert. Die Wortherkunft selbst ist allerdings unklar. Während der Duden darauf verweist, dass Ausmerzen möglicherweise mit dem März zu tun haben könnte, weil zu dieser Zeit jährlich die Tiere ausgesondert wurden, verweist Herders Conversations-Lexikon (1856) auf eine Herkunft von murzen, was schneiden bedeutet. In Adelungs Wörterbuch der Hochdeutschen Mundart (1793) wird der Bezug zu März mit der Begründung, dass das Merzen überwiegend im Herbst geschehe, in Frage gestellt und unter anderem auf einen möglichen Bezug zu altgriechisch μειρω ‚ich sondere ab‘ hingewiesen.